# 1. deild karla 1982
Mùa giải 1982 của 1. deild karla là mùa giải thứ 28 của bóng đá hạng hai ở Iceland.

## Bảng xếp hạng
| Vị thứ | Đội          | Số trận | Thắng | Hòa | Thua | Bàn thắng | Bàn thua | Hiệu số | Điểm | Ghi chú                     |
| ------ | ------------ | ------- | ----- | --- | ---- | --------- | -------- | ------- | ---- | --------------------------- |
| 1      | Þróttur R.   | 18      | 12    | 5   | 1    | 27        | 8        | +19     | 29   | Thăng hạng Úrvalsdeild 1983 |
| 2      | Þór A.       | 18      | 8     | 7   | 3    | 36        | 19       | +17     | 23   | Thăng hạng Úrvalsdeild 1983 |
| 3      | Reynir S.    | 18      | 9     | 3   | 6    | 26        | 16       | +10     | 21   |                             |
| 4      | FH           | 18      | 7     | 6   | 5    | 21        | 23       | -2      | 20   |                             |
| 5      | Völsungur    | 18      | 5     | 6   | 7    | 20        | 21       | -1      | 16   |                             |
| 6      | Njarðvík     | 18      | 5     | 5   | 8    | 24        | 30       | -6      | 15   |                             |
| 7      | Einherji     | 18      | 6     | 3   | 9    | 24        | 31       | -7      | 15   |                             |
| 8      | Fylkir       | 18      | 1     | 12  | 5    | 12        | 18       | -6      | 14   |                             |
| 9      | Skallagrímur | 18      | 5     | 4   | 9    | 22        | 31       | -9      | 14   | Xuống hạng 2. deild 1983    |
| 10     | Þróttur N.   | 18      | 5     | 3   | 10   | 10        | 25       | -15     | 13   | Xuống hạng 2. deild 1983    |

## Danh sách ghi bàn
| Cầu thủ               | Số bàn thắng | Đội bóng   |
| --------------------- | ------------ | ---------- |
| Jón Halldórsson       | 9            | Njarðvík   |
| Guðjón Guðmundsson    | 8            | Þór A.     |
| Kristján Kristjánsson | 8            | Völsungur  |
| Sverrir Pétursson     | 8            | Þróttur R. |
| Pálmi Jónsson         | 7            | FH         |
| Þórður Karlsson       | 7            | Njarðvík   |
| Örn Guðmundsson       | 7            | Þór A.     |